# Calçada dos Gigantes
A Calçada do Gigante (em inglês Giant's Causeway) é a designação dada a um conjunto de cerca de 40 000 colunas prismáticas de basalto, encaixadas como se formassem uma enorme calçada de pedras gigantescas, formadas pela disjunção prismática de uma grande massa de lava basáltica resultante de uma erupção vulcânica ocorrida há cerca de 60 milhões de anos. A formação está localizada na costa da Irlanda do Norte, a cerca de 3 quilômetros a norte da vila de Bushmills, no condado de Antrim, Irlanda do Norte. Foi declarada como Patrimônio da Humanidade pela Organização das Nações Unidas para a Educação, a Ciência e a Cultura - UNESCO em 1986 sob o nome de "Calçada do Gigante e sua Costa", e como Reserva Natural em 1987.
A Calçada do Gigante, também é conhecida, de uma forma peculiar graças à capa do álbum Houses of the Holy, da banda britânica de rock Led Zeppelin.
Fica numa área de basalto compacto. A atividade vulcânica nessa área fez a rocha derretida subir através de fendas no calcário, com temperatura média de mais de 1000 °C. Quando entrou em contato com o ar,ela se resfriou e se solidificou. A rocha derretida, ou magma, é composta por muitos elementos químicos e por isso pode criar vários tipos de rocha. O tipo de rocha formado na área do contexto em questão é o basalto. O magma se encolhia à medida que se resfriava lentamente e, por causa de sua composição química, fendas hexagonais regulares se formaram na superfície. Enquanto o magma continuava a se resfriar por dentro, as fendas desciam gradualmente, formando a grande quantidade de colunas de basalto semelhantes a lápis.

## Geologia
À cerca de 50 a 60 milhões de anos, durante a Época Paleoceno, Antrim esteve sujeita a uma intensa atividade vulcânica, quando o basalto fundido altamente fluido invadiu os leitos de giz para formar um extenso planalto vulcânico. À medida que a lava arrefecia, a contração ocorreu. A contração horizontal fraturou de maneira semelhante a lama seca, com as rachaduras a propagarem-se à medida que a massa arrefecia, deixando estruturas semelhantes a pilares, que também fraturaram horizontalmente em "biscoitos". Em muitos casos, a fratura horizontal resultou numa face inferior convexa, enquanto a face superior do segmento inferior é côncava, produzindo o que chamamos de juntas "bola e soquete". O tamanho das colunas foi determinado principalmente pela velocidade com que a lava arrefecia. A extensa rede de fraturas produziu as colunas distintas vistas hoje. Os basaltos eram originalmente parte de um grande planalto vulcânico chamado Thulean Plateau, que se formou durante o Paleoceno.

## A Lenda

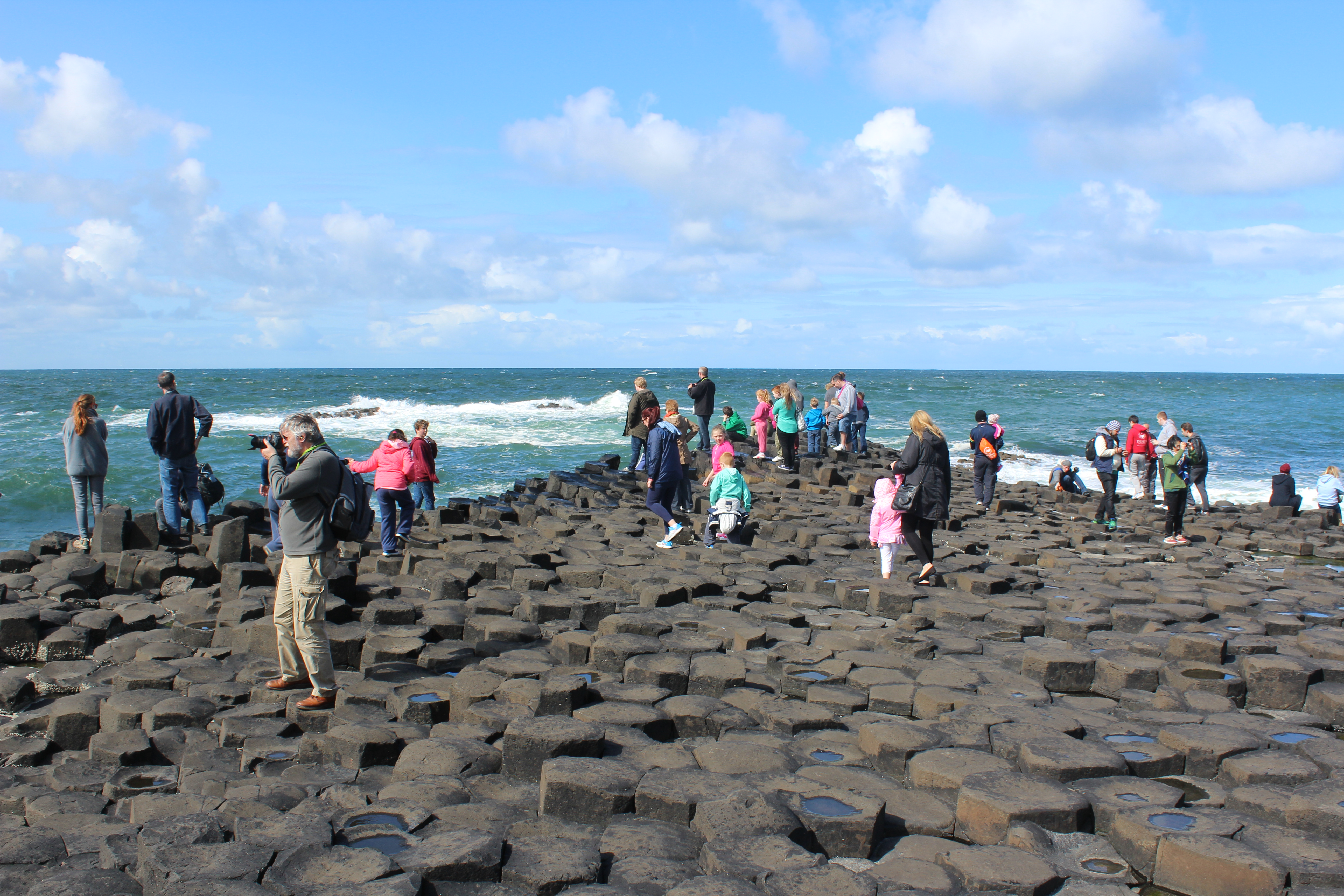
Estrada para o mar

Segundo uma lenda irlandesa um gigante chamado Finn MacCool queria enfrentar numa luta um gigante escocês chamado Benandonner, mas havia um problema: não existia uma embarcação com tamanho suficiente para atravessar o mar e levar um ao encontro do outro. A lenda diz que MacCool resolveu o problema construindo uma calçada que ligava os dois lados, usando enormes colunas de pedra. Benandonner aceitou o desafio e viajou pela calçada ate à Irlanda. Ele era mais forte e maior do que MacCool.  Percebendo isso a esposa de Finn MacCool, de forma muito perspicaz decidiu vestir seu marido gigante como um bebé. Quando Benandonner chegou à casa dos dois e viu o bebé, pensou: “Se o bebê deste tamanho, imagine-se o pai!”, e fugiu correndo de volta para a Escócia. Para ter certeza de que não seria perseguido por Finn MacCool destruiu a estrada enquanto corria, restando apenas as pedras que agora formam a Calçada do Gigante.

## Características
Milhares de colunas verticais de pedras de até 6 metros de altura, cada uma de 38 cm a 51 cm de largura, com topos planos e seis lados. Por serem tão uniformes, seus topos parecem se encaixar como favos. Cerca de um quarto das colunas tem cinco lados e também há algumas com quatro, sete, oito e até nove lados.
A "Calçada" é composta por três partes. A grande calçada, a maior, começa na praia ao sopé dos rochedos. Parece-se mais com um conjunto desordenado de enormes degraus, alguns com seis metros de altura. À medida que se estende em direção ao mar, dá para entender facilmente por que razão tem o seu nome: é devido aos seus topos, parecidos com favos de mel, que logo se nivelam, lembrando uma rua pavimentada com pedras arredondadas, que varia de vinte a trinta metros de largura.

## Outras formações gigantescas
No decorrer  dos anos pessoas deram nomes a uma dessas formações, duas delas tem o nome de instrumentos musicais. Uma é chamada de o Órgão, por que suas colunas compridas e regulares lembram os tubos de um órgão gigante, a outra, a Harpa do Gigante, tem enormes colunas arqueadas que descem ate o litoral.
Outros nomes também trazem a ideia de gigantes. Por exemplo o Tear do Gigante, Caixão do Gigante,Canhões do Gigante e Olhos do Gigante. Existe até mesmo a Bota do Gigante, com cerca de dois metros de altura algumas pessoas calculam que o lendário gigante que provavelmente teria usado essa bota estima-se de 16 metros de altura.

## Armada espanhola
Os Topos de Chaminé, outra formação rochosa, lembram a relação da Calçada do Gigante com a famosa Armada Espanhola. Isolados do penhasco principal por causa da ação atmosférica e da erosão, são constituídos por colunas que ficam expostas sobre um cabo formado por rochas altas, com vista para a costa da calçada. É fácil imaginar por que marinheiros que os olhavam do alto-mar os confundiam com topos da Chaminé de grandes castelos. Tanto quanto se sabe, o navio de guerra espanhol Girona, ao fugir da derrota da armada em 1588, disparou tiros de canhão contra esses pilares, pensando que se tratasse de um castelo inimigo.

## A outra extremidade da Calçada
Como supostamente a Calçada do Gigante foi construída para ligar a Irlanda com a Escócia, a sua outra extremidade pode ser vista a 130 km a nordeste, na pequenina ilha desabitada de Staffa, que fica perto da costa oeste de Escócia. O nome Staffa significa "ilha dos pilares". BenanDonner, que fugiu de Finn MacCool, também era chamado de Fingal. Em sua homenagem, a principal atração da ilha dos pilares recebeu o nome de Gruta de Fingal. Esta grande caverna foi formada dentro de colunas basálticas e se estende cerca de 80 metros rochedo adentro. A rebentação das ondas na caverna inspirou o compositor alemão Felix Mendelssohn a compor a sua abertura As Hébridas, também conhecida como “Caverna de Fingal”, em 1832.